# Litchi
Litchi es un género con cuatro especies de plantas de flores perteneciente a la familia Sapindaceae. 

## Especies seleccionadas
- Litchi chinensis Sonn.
  - Litchi chinensis var. euspontanea H.H.Hsue
  - Litchi chinensis javensis Leenh.
  - Litchi chinensis philippinensis (Radlk.) Leenh.
- Litchi litchi Britton
- Litchi philippinensis Radlk. ex Whitford
- Litchi sinensis J.F.Gmel.

## Sinónimos
- Euphoria Comm. ex Juss.